# سرزمین بی‌صاحب
سرزمین بی‌صاحب (انگلیسی: No Man's Land) فیلمی سوئیسی به کارگردانی آلن تانر است که در سال ۱۹۸۵ منتشر شد.
این فیلم نامزد دریافت شیر طلایی در چهل‌ودومین دورهٔ جشنواره فیلم ونیز بود.